# ハワード・アルパー
ハワード・アルパー(Howard Alper、1941年10月17日-)は、カナダの化学者である。オタワ大学の化学の教授であり、触媒の研究で知られる。

## 経歴
ケベック州モントリオールで生まれ、1967年にサー・ジョージ・ウィリアムズ大学で学士号、1967年にマギル大学で博士号を取得した。1968年にニューヨーク州立大学で教え始め、1971年に准教授になった。1975年にオタワ大学に移り、そこで1978年に教授になった。2006年にはディスティングイッシュトプロフェッサーとなった。
1997年から2006年までオタワ大学の副学長を務めた。2001年から2003年までカナダ王立協会の会長を務めた。
2007年から2015年にはCanada’s Science, Technology and Innovation Councilの議長、2006年から2013年には国際問題に関するインターアカデミーパネルの共同議長を務めた。

## 受賞等
1984年にカナダ王立協会フェローとなった。1998年にはカナダ勲章を受章した。2000年には、この分野でカナダ最高の名誉であるヘルツバーグメダルを受賞した。2014年にはイタリア共和国功労勲章を授与された。